# Dochters van het Heilig Kruis
De Dochters van het Heilig Kruis (ook: Dochters van het Kruis, of Kruisdochters) is een rooms-katholieke zusterscongregatie.
De congregatie werd in 1833 gesticht, en wel te Luik door Willem Habets en Jeanne Haze. In 1851 werd deze verheven tot pauselijke congregatie.
In 1946 sloten de Zusters van Sint-Jozef, eveneens gesticht te Luik, zich bij hen aan.
In Nederland waren de zusters van 1924-1982 aanwezig, en wel te Utrecht, waar ze een kindertehuis aan de Abstederdijk hadden.

## Externe bron
- Dochters van het Heilig Kruis